# 土佐電気鉄道1000形電車
土佐電気鉄道1000形電車（とさでんきてつどう1000がたでんしゃ）は、とさでん交通に在籍する路面電車車両。

## 概要

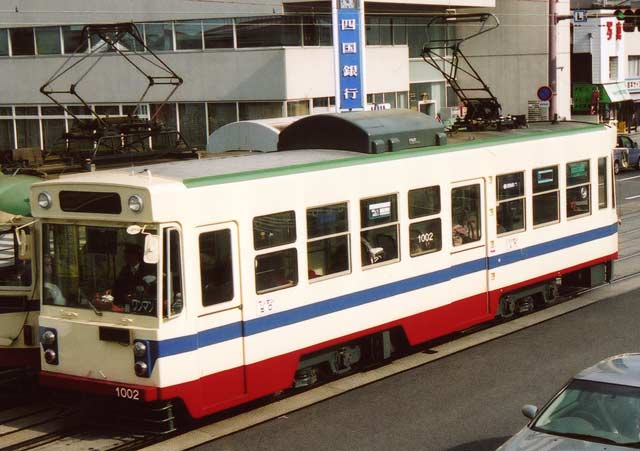
1000形1002号。側面の社章がない。

土佐電気鉄道（当時）の経営状況が改善し利用客の増加に伴う車両不足のために登場した、土佐電気鉄道初の新製冷房車である。1981年（昭和56年）に2両がアルナ工機（現・アルナ車両）で製造され、同年12月2日に公式試運転、12月6日より営業運転を開始した
車体は前面非貫通型・12m級2扉（前中扉）の普通鋼製となっており、前面窓には1枚窓を採用し、前面窓上に行先方向幕（2003年にLED化）を、上両側に前照灯を、下両側に尾灯・標識灯（縦型2灯）を、左右両側にワンマン運転用のサイドミラーを装備している。車体地色は白で塗装され、前面および側窓下・側窓上が青で塗装されており、前面から側窓下にかけて赤の細帯が巻かれている。登場時から10年ほどはさらに前面窓周りが茶色の塗装であったが、1990年代には2両とも全面広告電車となり、2000年代に入り1002→1001の順に契約を解除され、登場時の塗装に戻されたがその後の塗り分けは簡略化され、前面窓周りの茶色はなくなった。戸袋窓は当初、はめ込み式1枚窓であったが、後に上下分割のHゴム式2枚窓に改造されたほか、登場時は2両とも側面に土佐電気鉄道の社章が取り付けられていたが、1002は全面広告電車になった際に撤去され、1001は現在でも残っている。方向幕が在来車より大型化されたことにより1000形から土佐電鉄のシンボルである大型の前面方向板の掲出が廃止された。
車内では赤系統でロングシートとクロスシートを組み合わせたセミクロスシートを装備し、運転台左後部に運賃箱を、側扉付近に乗車整理券発行機を設置している。
制御方式は抵抗制御であり、主要機器類は主電動機としてHS313BR (38kW) を2基、主制御器は西日本鉄道331形から流用した直接制御のKR-8、駆動装置は吊り掛け駆動方式を採用、台車は同じく西日本鉄道331形から流用したKL11Bを履いている。集電装置についても、同じく西日本鉄道331形から流用したZ型パンタグラフを設置している。
土佐電気鉄道の車両では初めて、自動両替機付運賃箱を設置して登場した。その後一度撤去され、他形式と同じ電動式運賃箱+手動式両替機に取り替えられたが、2000形の登場後に300形、7形、外国電車を除く旅客車全車の運賃箱が自動両替機付のものに交換された際に再度設置された。
当初はあと3両程度の増備が予定されていたが、200形や600形など在来車の冷房改造で賄われる事になり、当形式の増備は2両で打ち切られた。

## 各車状況
- 1001 - 1981年（昭和56年）新製
- 1002 - 1981年（昭和56年）新製

### 運用
2023年現在、伊野線はりまや橋 - 朝倉間、後免線全線、桟橋線全線、駅前線全線で運用されている。